# Meridolum corneovirens
Meridolum corneovirens är en snäckart som först beskrevs av Ludwig Pfeiffer 1851.  Meridolum corneovirens ingår i släktet Meridolum och familjen Camaenidae. IUCN kategoriserar arten globalt som starkt hotad. Inga underarter finns listade i Catalogue of Life.

## Bildgalleri

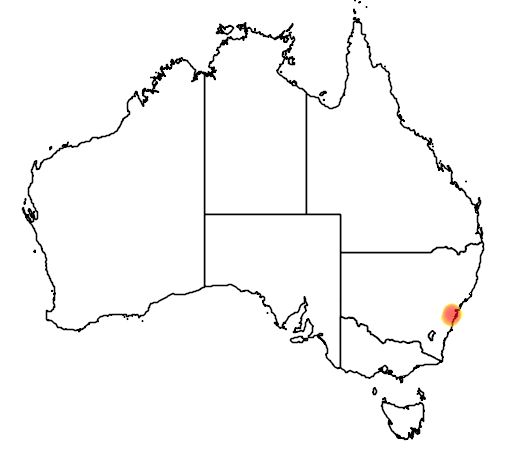